# Eleccions legislatives eslovenes de 2008
Les Eleccions legislatives eslovenes de 2008 se celebraren el 21 de setembre de 2008 per a renovar els 90 membres de l'Assemblea Nacional d'Eslovènia. El partit més votat foren els Socialdemòcrates, i el seu líder Borut Pahor fou nomenat primer ministre d'Eslovènia en un govern de coalició de centreesquerra amb Zares-Nova Política, Partit Democràtic dels Pensionistes d'Eslovènia i Liberal Democràcia d'Eslovènia.

## Resultats
|                            |                                                               |           |       |         |     |
| Partits                    | Partits                                                       | Vots      | %     | Escons  | +/- |
|                            | Socialdemòcrates (SD)                                         | 320,248   | 30.45 | 29 / 90 | 19  |
|                            | Partit Democràtic Eslovè (SDS)                                | 307,735   | 29.26 | 28 / 90 | 1   |
|                            | Zares-Nova Política (Zares)                                   | 98,526    | 9.37  | 9 / 90  | Nou |
|                            | Partit Democràtic dels Pensionistes d'Eslovènia (DeSUS)       | 78,353    | 7.45  | 7 / 90  | 3   |
|                            | Partit Nacional Eslovè (SNS)                                  | 56,832    | 5.40  | 5 / 90  | 1   |
|                            | Partit Popular Eslovè-Partit dels Joves d'Eslovènia (SLS+SMS) | 54,809    | 5.21  | 5 / 90  | 2   |
|                            | Liberal Democràcia d'Eslovènia (LDS)                          | 54,771    | 5.21  | 5 / 90  | 18  |
|                            | Nova Eslovènia – Partit Popular Cristià (NSi)                 | 35,774    | 3.40  | —       | 9   |
|                            | Lipa                                                          | 19,068    | 1.81  | —       | Nou |
|                            | Llista per la Justícia i el Desenvolupament (LPR)             | 5,897     | 0.56  | —       | Nou |
|                            | Verds d'Eslovènia (ZS)                                        | 5,366     | 0.51  | —       | =   |
|                            | Partit Democristià (KDS)                                      | 4,724     | 0.45  | —       | =   |
|                            | Llista per Netejar l'Aigua Potable (LZČPV)                    | 4,140     | 0.39  | —       | Nou |
|                            | Partit del Poble Eslovè (SSN)                                 | 2,629     | 0.25  | —       | =   |
|                            | Coalició Verda (ZP)                                           | 2,230     | 0.21  | —       | Nou |
|                            | Endavant Eslovènia (NPR)                                      | 475       | 0.05  | —       | =   |
|                            | Acàcies                                                       | 249       | 0.02  | —       | Nou |
|                            | Minories hongaresa i italiana                                 | —         | —     | 2       | =   |
| Total (participació 63,1%) | Total (participació 63,1%)                                    | 1.051.827 | 100.0 | 90      |     |
| Font: volitve.gov.si       |                                                               |           |       |         |     |